# Gavin McInnes
Gavin Miles McInnes, född 17 juli 1970, är en engelsk-kanadensisk journalist, skådespelare och komiker. McInnes är främst känd som grundaren av gruppen Proud Boys. Han är även en av grundarna av medieimperiet Vice (som han lämnade under turbulenta omständigheter 2008) och som programledare för en rad egna medieprodukter som The Gavin McInnes Show hos Compound Media. Han har tidigare producerat innehåll till den kanadensiska högerextrema hemsidan The Rebel samt Taki's Magazine. Gavin Mcinnes har gjort flera framträdanden i andra mediekanaler, bland annat Fox News och the Blaze.
År 2018 blev McInnes avstängd från Twitter, Facebook och Instagram för brott mot användarvillkor rörande våldsam extremism och hatpropaganda. I juni 2020 stängdes även hans YouTube-konto för motsvarande avtalsbrott."

## Filmografi i urval
- Kenny vs Spenny: Episod "Who is Cooler" (2006) – som sig själv
- Vice Guide to Travel (2006) – som sig själv
- Soul Quest Overdrive (2010) – som Mick
- How to Be a Man (2013) – som Mark McCarthy
- Creative Control (2015) – som Scott
- One More Time (2015) – som skrivproducent
- Long Nights Short Mornings (2016) – som komiker